# Manon Blanchet
Pour les articles homonymes, voir Blanchet.
Manon Blanchet, née le 10 mai 1968 à Montréal, est une employée de caisse d'épargne et femme politique québécoise.  
Elle est élue députée du Parti québécois dans la circonscription de Crémazie à l'Assemblée nationale du Québec de 1998 à 2003. Au cours de son mandat de députée, elle est nommée adjointe parlementaire à la ministre d'État au Travail et à l'Emploi de 1999 à 2001 et whip adjointe du gouvernement de 2001 à 2003.  

## Biographie

### Jeunesse
Manon Blanchet naît le 10 mai 1968 à Montréal. Elle est l'aînée d'une famille de deux enfants. Elle reçoit son baccalauréat en sciences politiques et administration publique de l'Université de Montréal en 1990. La même année, elle effectue un stage en administration publique au ministère des Affaires municipales. Pendant ses études, elle est nommée responsable des finances à la coopérative du Département de science politique de l'Université de Montréal en 1989 et en 1990.
Après ses études universitaires, elle occupe différents postes à la Caisse populaire de Saint-André-Apôtre de 1987 à 1994.
Elle complète cinq cours d'un certificat en planification financière à l'Université TÉLUQ et à l'UQAM. 
En janvier 2024, elle entame une maîtrise en administration publique à l'École nationale d'administration publique.

### Carrière politique
En tant qu'associée du député de Crémazie Jean Campeau, elle est choisie pour représenter le Parti québécois dans la circonscription lorsque ce dernier prend sa retraite en 1998. Après son élection en 1998, elle devient adjointe parlementaire à la ministre d'État au Travail et à l'Emploi, Diane Lemieux, le Parti québécois étant majoritaire. En 2001, elle devient whip adjointe du parti.
À titre d'attachée politique ou de députée, elle est membre de la Corporation de développement économique et communautaire d'Ahuntsic-Cartierville et de l'Association des gens d'affaires d'Ahuntsic-Cartierville de 1994 à 2003. Elle est aussi administratrice et secrétaire du conseil d'administration provisoire de la Fondation pour le développement communautaire d'Ahuntsic en 1996 et en 1997. 
Elle ne se présente pas aux élections de 2003, et la circonscription est remportée par Michèle Lamquin-Éthier du Parti libéral du Québec.

### Après la vie politique
Après son retrait de la vie politique, elle poursuit son engagement pour la population d'Ahuntsic alors qu'elle devient membre du conseil d'administration de l'Atelier de meubles et de recyclage d'Ahuntsic-Cartierville de juin 2003 à octobre 2007.
Pendant la même période, Manon Blanchet travaille à nouveau chez Desjardins pour occuper plusieurs postes à la Caisse Desjardins de Saint-Eustache-Deux-Montagnes de mai 2005 à mai 2013. 
Elle retourne plus tard en politique, prenant le poste de directrice du cabinet de la ministre de la Famille, Nicole Léger, après la démission de Lucie Papineau, lorsque cette dernière est visée par la commission Charbonneau. Elle devient par la suite directrice du cabinet du whip en chef de l'opposition officielle, Harold LeBel, d'octobre 2015 à mai 2016, puis pour Stéphane Bergeron du 11 mai au 14 octobre 2016. Elle est par la suite directrice adjointe et responsable des commissions parlementaires au cabinet de la whip en chef de l'opposition officielle, Carole Poirier, du 14 octobre 2016 au 2 février 2018, et directrice adjointe du cabinet du whip en chef de l'opposition officielle, Sylvain Gaudreault, du 2 février au 1er octobre 2018.
Pendant la course à la direction du Parti québécois de 2015, elle soutient Pierre Karl Péladeau.
Elle sera la conseillère affaires publiques à l'Alliance de l'industrie touristique du Québec de janvier 2019 à mai 2021 avant d'être la conseillère à la gouvernance et à la Fondation québécoise de la relève en tourisme de mai 2021 au 28 avril 2023.
Depuis le 1er mai 2023, Manon Blanchet est conseillère à la coordination au ministère de l'Économie, de l'Innovation et de l'Énergie.
Elle est récipiendaire, en 2005, de la Médaille de l'Assemblée nationale.

## Implications sociales
Elle est membre du conseil d'établissement de l'École des Lucioles de septembre 2009 à septembre 2011, puis présidente de septembre 2011 à septembre 2013 et de septembre 2014 à octobre 2015.
De septembre 2019 à septembre 2020, elle est membre du conseil d'établissement de l'école secondaire Cardinal-Roy. Elle est présidente de ce conseil de septembre 2020 à septembre 2021. 
De 2021 à 2022, elle est administratrice au sein du conseil d'administration du Cercle des ex-parlementaires de l'Assemblée nationale du Québec. Elle est secrétaire de 2022 à 2024, puis vice-présidente depuis mai 2024. Elle est présidente du comité des biographies et du comité sur la vie après la politique du Cercle.

## Résultats électoraux
|                                                                                               | Nom                 | Parti                               | Nombre de voix | %      | Maj. |
| --------------------------------------------------------------------------------------------- | ------------------- | ----------------------------------- | -------------- | ------ | ---- |
|                                                                                               | Manon Blanchet      | Parti québécois                     | 13 953         | 45,3 % | 309  |
|                                                                                               | Roch Carrier        | Libéral                             | 13 644         | 44,3 % | -    |
|                                                                                               | Eric Jolander       | Action démocratique                 | 2 579          | 8,4 %  | -    |
|                                                                                               | Martine Lauzon      | Démocratie socialiste               | 218            | 0,7 %  | -    |
|                                                                                               | Etienne Saint-Amour | Bloc pot                            | 214            | 0,7 %  | -    |
|                                                                                               | Denis Cauchon       | Loi naturelle                       | 88             | 0,3 %  | -    |
|                                                                                               | André Giguère       | Parti pour l'indépendance du Québec | 39             | 0,1 %  | -    |
|                                                                                               | Ulises Nitor        | Progressiste conservateur           | 33             | 0,1 %  | -    |
| Total                                                                                         | Total               | Total                               | 30 768         | 100 %  |      |
| Le taux de participation lors de l'élection était de 81,3 % et 282 bulletins ont été rejetés. |                     |                                     |                |        |      |